# Yellow Studs
Yellow Studs（イエロースタッズ）は日本のロックバンド。
2003年結成。東京を中心に全国的に活動。ガレージ、ロック、ジャズ、様々な要素を楽曲に取り入れ、Vo. 野村太一の独特のしゃがれ声で独自の世界観を繰り広げる。TVCMなどへの楽曲提供、演奏、歌唱、ナレーションなど活躍は多岐に渡る。
通称はイエスタ。

## 来歴
2003年
- 結成

2004年
- 1stミニアルバム『震度7』リリース。手売りで500枚を完売。

2006年
- 2ndアルバム『離陸』リリース。1,000枚以上のセールスを記録（完売）。

2007年
- 3rdアルバム『伝言』リリース。3,000枚以上のセールスを記録（完売）。タワーレコードインディーズチャート7位にランクイン。
- 4thアルバム『三年経過』リリース。3,000枚以上のセールスを記録（完売）。

2008年
- Guitar野村良平が加入。

2009年
- HMV着うた4週連続1位を記録。

2010年
- マキシシングル『Soliloquy』『PIPI』『JUNK』の3枚をリリース。レコ発ワンマンライブを3ヵ所で開催。
- カバーアルバム『ジブリロック』に参加。15,000枚以上のセールスを記録。

2011年
- Drums木村耕平が脱退。Drums前川和彦が加入。

2012年
- 5thアルバム『shower』をリリース。オリコン43位、タワーレコードインディーズチャート4位にランクイン。
- 7月 4thシングル『imitation』リリース。
- 9月 KAGERO×Yellow Studsスプリット音源『HYSTERIA vs PIPI』配信限定リリース。
- 12月 6thアルバム『curtain』リリース。タワーレコードインディーズチャート4位にランクイン。

2013年
- 各CDが全国TSUTAYAにてレンタル開始。
- Drums前川和彦、休止。

2014年
- Drums 田中宏樹が加入。
- 6月 7thアルバム 『Alarm』発売。オリコンインディーズアルバムランキング8位。世界配信開始。
- 7月 DVD『Live & documentary video』発売。
- 8月 ベルリンにてdocumentary movie試写、『shower』『curtain』世界配信開始。

2015年
- 8月 クールス デビュー40周年トリビュート・アルバム『A TRIBUTE TO COOLS “GET HOT COOL BLOOD BROTHERS”』に「紫のハイウェイ」にて参加。

2016年
- 4月 8thアルバム『Door』発売。4月25日付オリコン週間ランキング65位、4月25日付オリコン週間インディーズアルバムランキング10位。
- 4月 4thシングル『imitation』がタワーレコード限定で流通販売開始。
- 10月〜11月 Large House Satisfaction、THE PINBALLSとの3組による東名阪スプリット・ツアー"KERBEROS"開催。
- 12月 アコースティックアルバム『Stroll』発売。

2017年
- 3月 ライブDVD『赤盤』発売。
- 5月 9thアルバム『TRIANGLE』発売。
- 10月『VR MUSIC LIVE』発売。
- 11月 ライブアルバム『ごくつぶしが鳴く夜 - 2017.6.4 LIQUIDROOM FULL LIVE SESSION』発売。
- 12月 EP『GRAB』発売。12月18日付オリコンROCKシングルランキング17位。
- 12月 DVD 『Live Documentary 「Yellow Studs in Taiwan」』発売。

2018年
- 1月 アコースティックアルバム『A long way』発売。
- 5月20日『GRAB』リリースツアーファイナルをもってDrums 田中宏樹が脱退。
- Drums 高野玲が加入。
- 11月14日 ベストアルバム『Yellow Studs THE BEST』発売。タワーレコード全店J-INDIES 9位、オリコン週間インディーズアルバム7位、オリコン週間アルバム79位にランクイン。
- 『Yellow Studs THE BEST』収録の「見栄と意地」が週間USEN HIT インディーズ・ランキング2位を記録。
- 11月24日に渋谷WWW、12月16日に渋谷WWW Xにて結成15周年記念イベントを開催。

2019年
- 2月11日 浜松窓枠を皮切りに「Yellow Studs Tour 2019」を開催。
- 6月7日 下北沢GARDENにてLarge House Satisfaction、THE PINBALLSとの3組による"KERBEROS Ⅱ"開催。
- 7月2日 下北沢CLUB Queを皮切りにそれでも尚、未来に媚びるとのツアー「伝説の放浪カモメツアー 2019」を開催。
- 8月10日 札幌COLONYを皮切りに全国8ヶ所でのワンマンツアー「ごくつぶしが鳴く夜 2019」を開催。

2020年
- 5月23日　『SOCIAL DISTANCE EDITION DISC』発売。
- 5月　デジタルコンピレーション音源「ここにある音楽12」に参加。
- 9月4日　10thアルバム『DRAFT』より「汚れたピースサイン」「直感のすすめ」の2曲を先行配信。
- 9月12日の梅田シャングリラを皮切りに先行配信リリースワンマンツアー「ごくつぶしが鳴く夜2020」を開催。

2021年
- 2月10日　カバーアルバム『brand new old days』発売。
- 3月5日　10thアルバム『DRAFT』より「嫌っちゃいないよ」を先行配信。
- 3月17日　10thアルバム『DRAFT』発売。

2022年
- 5月よりアコースティックライブ「WE SHALL BE BACK」を開催。

2023年
- 4月2日　新宿LOFT PRESENTS 『ええじゃないか歌舞伎町』〜志士開国編〜へのYellow Studs Acoustic Bandとしての出演をもってGuitar奥平隆之が脱退。
- 6月9日　「FINAL GBGB 2023 'G-Beat Gig Box'」をもってGuitar野村良平が無期限休止。

## メンバー
- 野村太一（ノムラ タイチ）
  - ボーカル・ピアノ担当。
- 植田大輔（ウエダ ダイスケ）
  - ベース・コーラス担当。
- 野村良平（ノムラ リョウヘイ）
  - ギター・コーラス担当。
- 高野玲（タカノ アキラ）
  - ドラム ・パーカッション・バイオリン担当。

## サポートメンバー
- 宮本敦（ミヤモト アツシ） - カルメラ_(バンド)、カルモニカ from Calmera
  - ギター
- 橋本孝太（ハシモト コウタ）
  - ギター
- 中屋智裕（ナカヤ トモヒロ） - THE_PINBALLS
  - ギター

## 作品

### ゲスト参加
- 「揺れる太陽 piano ver. with 野村太一(Yellow Studs)」　Who the Bitch  『UNLIMITED』収録（2018年4月25日・SWPC-1001）
- 「さえずり feat. 野村太一」  MORE THE MAN『Eyes Wide Shut』収録（2019年4月10日・FAMTM-1）
- 「ウィラーに乗って」  unicycle dio『47℃』収録（2019年5月・dio-047）野村太一・植田大輔が参加
- 「名もなき花（feat. 野村太一&植田大輔from Yellow Studs）」 東京ゴッドファーザーズ（2019年7月9日）

## 公式MV
- Yellow Studs - YouTube
- Yellow Studs
  - バード - YouTube
  - PIPI - YouTube
  - あいつは逃げた - YouTube
  - 8 - YouTube
  - 言葉にならない - YouTube
  - 何でもない唄 - YouTube
  - さえずり - YouTube
  - ロック - YouTube
  - ブレーキ - YouTube
  - 秋晴れの空 - YouTube
  - 脱線 - YouTube
  - コメディ - YouTube
  - とある少女 - YouTube
  - 汚い虹 - YouTube
  - ライブハウスポルカ - YouTube
  - ブーツ - YouTube
  - ライブハウス - YouTube
  - 汚れたピースサイン - YouTube
  - いい日旅立ち - YouTube
  - Club Doctor - YouTube
- Yellow Studs Acoustic Band
  - モーテル - YouTube

## CM・タイアップ・曲提供
- 本田技研株式会社「Honda Sports Challenge Movie編」　ナレーション：野村太一
- サントリー「クラフトボス 甘くないイタリアーノ」『情シスから一言～カフェで大事な仕事すな～』篇 歌唱：野村太一
- 伊藤園お~いお茶　「いざ世界へ」　歌唱：野村太一
- Salesforce TVCM「次の世界へ。」ナレーション: 野村太一
- FM GUNMA 2020年9月度パワープレイ「汚れたピースサイン」
- 【TVer】 web CM「あなたのスキマにそっと…男女篇」歌唱: 野村太一
- キリンチャレンジカップ TVCM「新しい応援篇」歌唱: 野村太一
- 民進党 　TVCM「ダレノミクス？」　ナレーション：野村太一
- FIFA16 TVCM「FIFA会やろうぜ！」作詞作曲：野村太一
- 長崎国際テレビ『AIR』エンディング曲「ブーツ」
- キリン　氷結ストロング　TVCM 「トビラ」　作詞作曲：野村太一
- 岡三証券　CM　ナレーション：野村太一
- 大塚食品 MATCH SET POSITION『帰宅部のエース』募集キャンペーン  歌：野村太一
- 特別支援学校 若葉高等学園 校歌「若葉萌ゆる」  作詞・作曲：野村太一
- 他多数

## 掲載記事
| 掲載日                       | 媒体                 | タイトル | リンク |
| ---------------------------- | -------------------- | --- | ------ |
| 2012年                       | OTOTOY               | 白水悠（KAGERO）×野村太一（Yellow Studs）対談                                                                                              |        |
| 2012年11月14日               | JUNGLE☆LIFE          | 12/5に6thアルバム『curtain』をリリースするYellow StudsのVo./Key.野村太一からのコメント＆豪華なメンツからのメッセージが到着！               |        |
| 2012年12月1日                | JUNGLE☆LIFE          | その音は聴く者の心を奪い去る |        |
| 2014年5月1日                 | iPhone Mania         | ”音楽で飯を食ってる”ミュージシャンのiPhone活用法！                                                                                         |        |
| 2014年6月1日                 | JUNGLE☆LIFE          | 愚者たちよ、目を覚ませ。 |        |
| 2014年6月号                  | Skream!              | 誰にも相手にされなかった無所属バンドの曲がCMソングに使われることになりました                                                               |        |
| 2014年6月17日                | キーボード・マガジン | 誰かがプラスになれるスイッチのように、そんなバンドになれたらいいなと思っています                                                           |        |
| 2015年7月1日                 | Rooftop              | Yellow Studs × Radio Caroline "方位磁針"が指し示すのは食うか食われるかの大決闘！                                                           |        |
| 2015年                       | Skream!              | ライブレポート 2015年7月24日 下北沢LIVEHOLIC                                                                                               |        |
| 2015年10月19日               | V.I.P. Press         | 夢も希望もない。社会のどん底で不器用に歌い上げるロック「Yellow Studs」ロングインタビュー                                                   |        |
| 2016年5月2日                 | Rooftop              | 嘘を歌えない不器用な鍵盤ボーカルの日本語歌詞を聴け                                                                                         |        |
| 2016年5月25日                | rockinon.com         | 逞しいDIY精神に感服！Yellow Studsに取材しました                                                                                            |        |
| 2017年5月1日                 | Rooftop              | 「血反吐を吐く思い」で作った9th Album『TRIANGLE』！                                                                                        |        |
| 2017年5月〜7月               | DI:GA ONLINE         | 頑張れイエロースタッズ |        |
| 2017年5月25日                | bounce 403号         | 覚悟の量が違ぇんだよ!——その叫びは、ハッタリでもなんでもない。歌えぬ日々を経たことで強さが増した、野村太一のあくなき欲望!                   |        |
| 2017年11月30日               | CDジャーナル         | たぶん、生きる場所を作ってる――バンドマンという名の生活者、Yellow Studsの軌跡と未来                                                         |        |
| 2018年2月15日〜2020年9月15日 | OPTIMANOTES          | 野村太一 コラム『どこでもいい。さぁ、行こうか。』                                                                                          |        |
| 2018年9月22日                | SPICE                | 山人音楽祭 2018【妙義ステージ】 Yellow Studs                                                                                               |        |
| 2018年9月28日                | WIZOOM               | 同級生はマイホーム買いました。俺らはアルバム作りました。                                                                                   |        |
| 2018年9月28日                | WIZOOM               | 「何焦ってんの？何でもできるのに。」Yellow Studsメンバーが振り返る“20代”                                                                   |        |
| 2018年12月10日               | キーボード・マガジン | Keyboard Buyers Guide 2019 |        |
| 2019年2月1日                 | Skream!              | 「2枚組ベスト盤に込めた想いや2月からの全国ツアーへの意気込みに迫る。結成15周年を終え、新たなスタート切った今のバンドのモードとは？」       |        |
| 2019年8月23日                | Eggs                 | 8月度マンスリープッシュアーティストインタビュー                                                                                            |        |
| 2021年2月5日                 | Billboard JAPAN      | Yellow Studs、10枚目となるフルアルバム『DRAFT』を3月にリリース                                                                             |        |
| 2021年3月16日                | OKMusic              | 人知れず辿り着いた、ロックの極み |        |
| 2021年3月17日                | CDJournal CDJ PUSH   | Yellow Studs、現在の社会に抗う意思とバンドマンのリアルな生き様                                                                             |        |
| 2021年3月25日                | bounce 448号         | Yellow Studs『DRAFT』日々を懸命に生きる者たちに共鳴した最高作 「18年間本気でやってきた、俺たちのロックンロールが完成したなという感じです」 |        |
| 2023年3月24日                | Tokyo Weekender      | More Tokyo Music: Yelling Out Into The Universe With Yellow Studs                                                                          |        |